# Mühlviertler Alm
Die Mühlviertler Alm ist die Eigenbezeichnung eines Regionalverbandes und einer Tourismusregion im nordöstlichen Mühlviertel in Oberösterreich.
Der Verein umfasst zehn Gemeinden, davon neun im Bezirk Freistadt und eine im Bezirk Perg. Marke ist Lebensregion Mühlviertler Alm.

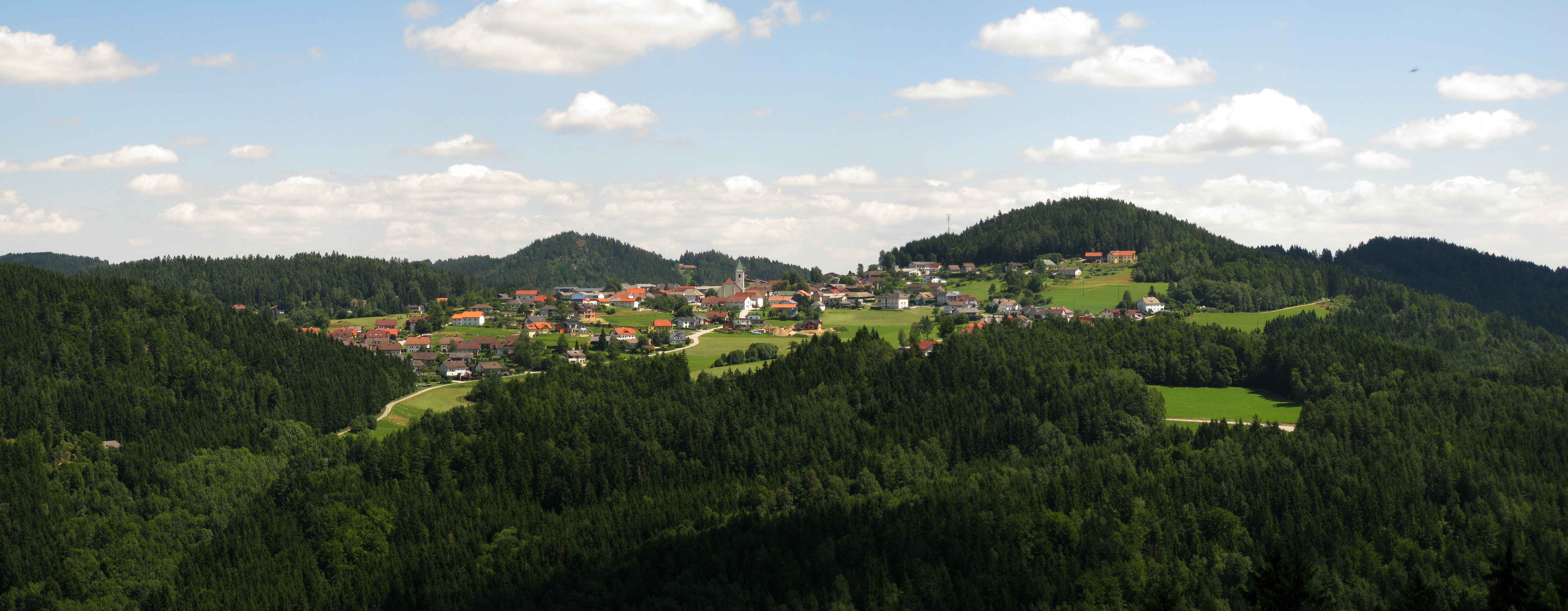
Östliches Mühlviertel bei St. Leonhard

## Bezeichnung
Im Mühlviertel befinden sich zwar keine Almen bzw. Almhütten im engeren Sinne, klimatisch und hinsichtlich der landwirtschaftlichen Erschwernisse ist das Gebiet aber durchaus mit dem Alpenraum vergleichbar. Immerhin findet sich in der Mitgliedsgemeinde Liebenau der höchstgelegene Ortskern Oberösterreichs und mit dem Koblberg (1044 m) der höchste oberösterreichische Pass. Auch liegt hier der höchstgelegene ganzjährig bewirtschaftete Bauernhof Oberösterreichs. In einer Arbeitsklausur im Jahr 1992 wurde vor diesem Hintergrund der Markenname „Mühlviertler Alm“ entwickelt und am 6. Juli 1993 in einer Gründungsurkunde, unterzeichnet vom damaligen Landeshauptmann Dr. Josef Ratzenböck, festgelegt. Zwischenzeitlich verwenden auch mehrere gastronomische und kleingewerbliche Betriebe sowie eine Regionalbank und Vereine die Bezeichnung „Mühlviertler Alm“.

## Geographie
Die Mühlviertler Alm liegt im Mühl- und Waldviertler Grenzbergland und reicht im Norden bis fast an die tschechische Grenze. Im Osten wird die Region vom Bundesland Niederösterreich begrenzt. Die Landschaft ist Teil der Hügel- und Tallandschaft der Böhmischen Masse (Granit- und Gneishochland) und liegt auf einer Seehöhe von 500 bis 1000 m ü. A. Die Region hat etwa 18.000 Einwohner und umfasst mehr als 450 Quadratkilometer.
NachbarregionenTourismusregionen (TR) und andere Raumordnungsregionen
|                                    | Jižní Čechy (Südböhmen, CZ, TR)             | Waldviertler Grenzland (NÖ, Leader)                                  |
| Mühlviertler Kernland (TR, Leader) | Kompassrose, die auf Nachbargemeinden zeigt | Waldviertel (NÖ, TR) Südliches Waldviertel – Strudengau (NÖ, Leader) |
|                                    | Strudengau (Leader)                         |                                                                      |

## Organisation

### Geschichte
Die Arbeitsgemeinschaft Mühlviertler Alm wurde 1993 aufbauend auf eine bereits in den 1970er-Jahren begonnene regionale Zusammenarbeit der acht Gemeinden des Gerichtsbezirks Unterweißenbach gegründet und umfasste ursprünglich ein Gebiet von etwa 355 Quadratkilometern mit 13.335 Einwohnern (Volkszählung 2001).
Nach dem EU-Beitritt wurde die ARGE in den Jahren von 1994 bis 2000 als LEADER-Region und von 2000 bis 2006 als Leader Plus Region definiert und in den Verein Mühlviertler Alm übergeführt.
Die Region zählte 1995 bedingt durch die Lage abseits der großen Ballungszentren und der großen Verkehrswege zu den strukturschwächsten Regionen Österreich. Problemfelder waren der hohe Anteil der Landwirtschaft als oft einzige Einkommensquelle, der Mangel an alternativen Arbeitsplätzen in der Region verbunden mit dem Zwang, täglich oder wöchentlich zu Arbeitsstätten, meist in den durchschnittlich 35 Kilometer entfernten Zentralraum Linz und Umgebung, zu pendeln. Lehrlinge und Schüler mussten bereits frühzeitig ihren Heimatort zumindest für die Dauer ihrer Ausbildung verlassen. Insgesamt hat die Einwohnerzahl in den acht Gründungsgemeinden seit dem Jahr 1971 kontinuierlich von 13.993 auf 13.271 im Jahr 2009 abgenommen. Bei Einbeziehung der erst 2003 beziehungsweise 2008 hinzugekommenen Gemeinden verringerte sich die Bevölkerung von 18.285 auf 18.164 Einwohner (Volkszählung 2001).
Im Rahmen des Regionalentwicklungsprozesses Agenda 21 wurde ab 2001 in bisher drei regionalen Zukunftswerkstätten ein auf der Teilhabe der Bevölkerung basierendes Konzept entwickelt, das in einem Zukunftsbuch veröffentlicht wurde.
2003 wurde der Regionalverband um die Gemeinde St. Georgen am Walde im Bezirk Perg erweitert. 2004 erhielt die Region den oberösterreichischen Landesumweltpreis, weitere Auszeichnungen folgten. Seit 2006 beschreibt sich die Region als Lebensregion. Mit der Aufnahme der Gemeinde Bad Zell im Jahr 2008 gehört zur Region auch ein Teil des Naturparks Mühlviertel.

### Verein und Tourismusverband
Der als Verein organisierte Verband Mühlviertler Alm – Verein für Regional u. Tourismusentwicklung beschäftigt einen hauptamtlichen Geschäftsführer, der die Bereiche Gemeinden (zehn Mühlviertler Alm Gemeinden), Tourismus, Gastronomie (Mühlviertler Almwirte), Landwirtschaft (Mühlviertler Alm Bauern, Ortsbauernschaften, Projekte), Reitverband Mühlviertler Alm (regionale Reitvereine und Reitbetriebe) koordiniert.
Parallel dazu bestand für einige Zeit der Tourismusverband Mühlviertler Alm als Körperschaft öffentlichen Rechts, welcher anfangs 8, dann 10 Mitgliedsgemeinden hatte. Durch die Neustrukturierung der Landestourismusorganisationen mit Verordnung vom 23. Dezember 2019 ging dieser aber im Tourismusverband Mühlviertler Alm Freistadt, welcher nun 32 Gemeinden umfasst, auf. Die Sitzgemeinde des neuen Tourismusverbandes ist Bad Zell, wobei zusätzlich Büros in Freistadt und Unterweißenbach unterhalten werden. Zu beachten ist, dass der Regionalverband Mühlviertler Alm als Verein für Regional- und Tourismusentwicklung unverändert bestehen blieb.

### Funktionäre und Geschäftsführer
Die Funktionäre und Geschäftsführer des Regionalverbands Mühlviertler Alm:
| Obmänner/Obfrauen - Bgm. a. D. Kons. Johann Gradl, Schönau (1993–2014) - Bgm. Johann Holzmann, Königswiesen (2014 – aktuell) | Geschäftsführer - Josef Greindl (2001–2007) - Klaus Preining (2008–2018) - Renate Fürst (2019 – aktuell) |

### Mitglieder
Die Mühlviertler Alm besteht aus zehn Gemeinden, darunter sieben Marktgemeinden. In Klammern die Einwohnerzahlen vom 1. Jänner 2024.
| Marktgemeinden - Bad Zell (2.969) - Königswiesen (3.070) - Liebenau (1.595) - St. Georgen am Walde (1.959) - St. Leonhard bei Freistadt (1.339) - Unterweißenbach (2.168) - Weitersfelden (1.029) | Gemeinden - Kaltenberg (590) - Pierbach (1.023) - Schönau im Mühlkreis (1.998) |

Neben den Gemeinden zählen die Tourismusverbände sowie der Reitverband Mühlviertler Alm zu den Vereinsmitgliedern. Die Mühlviertler Alm Bauern sind mit Vertretern der Ortsbauernschaften in den Verein integriert. Weitere Mitglieder sind Vertreter von Arbeitsgruppen/Projekten (Jugendtankstelle, Lebensqualität im Alter, Regionale Agenda 21, …) sowie engagierte Bürger der Mühlviertler Alm.

## Wirtschaft
Die Wirtschaftskraft der Region war 1995 gemessen an der Finanzkraft der Gemeinden im Verhältnis zum oberösterreichischen Durchschnitt am geringsten. Trotz der verhältnismäßig großen Entfernung zu den Wirtschafts- und Arbeitszentren im Linzer Zentralraum pendelt fast ein Fünftel der Bevölkerung dorthin.
Die ansässigen Kleingewerbebetriebe dienen überwiegend der Nahversorgung, Sonnberg Biofleisch (Unterweißenbach) zählt mit 55 Mitarbeitern zu den größten privaten Unternehmen. Die landwirtschaftlichen Betriebe werden bereits seit vielen Jahren als Nebenerwerbsbetriebe geführt und zeichnen sich durch eine naturnahe, ökologische Bewirtschaftung, vorwiegend in der Milchwirtschaft, aus. Das Verhältnis von 24 Prozent Biobetrieben zu konventionell wirtschaftenden Betrieben liegt oberösterreichweit an vorderster Stelle. Auf Grund des Waldreichtums spielt die Forstwirtschaft eine bedeutende Rolle. Der Anteil der Waldflächen ist steigend und liegt bereits bei rund 45 Prozent.
Die Region weist zahlreiche unterschiedliche intakte Naturräume und Landschaftselemente auf. Der Tourismus spielt noch eine untergeordnete Rolle, im Vordergrund steht der Naherholungstourismus, wobei das touristische Angebot abgesehen von Burgruinen und einem Hochmoor bescheiden ist. Der im Naarntal zwischen Unterweißenbach und Bad Zell gelegene Teil des Region gehört zum Natura-2000-Gebiet Waldaist-Naarn. Das im Gemeindegebiet von Bad Zell gelegene Stück des Naarntals ist auch Teil des Naturparks Mühlviertel.

## Projekte
Es wurden zwischenzeitlich mehr als 200 Projekte über Leader abgewickelt. Weiters wurden bereits mehrere grenzüberschreitende Projekte mit der südböhmischen Partnerregion Ruze umgesetzt. Beispiele dafür sind:
- Die Mühlviertler Alm als Partner des urbanen Raumes
- Regionale Agenda 21, seit 2000 durchgehend
- Wanderreiten Mühlviertler Alm, Pferdereich, inszenierte Relaxplätze, …
- Wirtschaftsimpulszentrum Königswiesen
- Freizeittouristische Anlage Stoaninger Alm
- Jugendtankstelle Mühlviertler Alm
- Tu was Otelo Mühlviertler Alm
- „Tu was, dann tut sich was“ in der Region Mühlviertler Alm 2013/14
- Lebensqualität im Alter, Fit daheim
- Burgen- und Schlösserweg - von der Donau bis zur Maltsch (Mühlviertler Alm federführend)
- Tour de Alm, Mountainbikestrecke
- Bio-Dinkel Kreis
- Unternehmensentwicklungsprogramm
- Kulturstube Meierhof Prandegg
- Jagdmärchenpark Hirschalm
- Indoor Kletterwald
- Obstschaugarten Kaltenberg
- Bogenschießanlage Mönchdorf
- Johannesweg
- Johannesritt
- uvm.

### Sprachalm
1955 wurde in Unterweissenbach der Grundstein für eine bereits seit mehr als fünfzig Jahre andauernde Beziehung der Region zum osteuropäischen Wirtschafts- und Sprachraum gelegt. Es werden jährlich internationale Sprachseminare und Fachseminare in der Region abgehalten. Die von Georg Dox (* 1905 in Petersburg; † 1984) begonnene Arbeit in Unterweissenbach wurde von der Komino (Kommunikation in Ostsprachen) mit Sitz in Wien 1995 übernommen und bis 2005 weitergeführt. Seit 2006 wird das LEADER-Projekt Sprachalm von der Mühlviertler Alm koordiniert. Das Angebot umfasst insbesondere Sommerseminare für Russisch, Tschechisch und Deutsch einerseits als Sprachintensivseminare, andererseits aber auch für Anfänger und Fortgeschrittene und kann bei Bedarf auf weitere Sprachen ausgebaut werden.

### Pferdereich Mühlviertler Alm
Die Mühlviertler Alm verfügt über ein 700 Kilometer langes Reitwegenetz mit 50 Pferderaststationen und Reiterherbergen, das neben Tagesausritten auch die Möglichkeit zum Wanderreiten bietet. Die Betriebe haben sich einer Klassifizierung unterzogen und verwenden zur Beschreibung des erreichten Qualitätsniveaus ein bis vier Hufeisen. Das Hufeisen ist dabei eine geschützte Marke der Region.

### Mühlviertler Alm Weidegans
1992 hat ein Bauer in Mönchdorf (Königswiesen) als erster österreichischer Bauer wieder mit der Gänsehaltung begonnen. Nunmehr produzieren sechs Betriebe in der Region etwa eintausend Weidegänse pro Jahr. Die Mühlviertler Alm Weidegans ist als Marke seit 2006 Leitprodukt der gleichnamigen Genussregion, und im Register der Traditionellen Lebensmittel Österreichs eingetragen (Nr. 109, Produktgruppe Fleisch, Weiteres Geflügelfleisch).